# Ichneumon kuroishiensis
Ichneumon kuroishiensis är en stekelart som först beskrevs av Tohru Uchida 1929.  Ichneumon kuroishiensis ingår i släktet Ichneumon och familjen brokparasitsteklar. Inga underarter finns listade i Catalogue of Life.